# Gregorio Walerstein
Gregorio Walerstein Weinstock (Ciudad de México, 22 de febrero de 1913 - Ciudad de México, 24 de enero de 2002), conocido como «el zar del cine mexicano», fue un productor de cine y guionista mexicano. Es considerado uno de los impulsores de la Época de Oro del cine mexicano. En 1994, recibió el Ariel de Oro de la Academia Mexicana de Artes y Ciencias Cinematográficas.
Wallerstein, considerado uno de los pilares del cine mexicano durante las décadas de los 40s y 50s, fundó dos compañías cinematográficas desde las que produjo filmes en los que participaron los más grandes ídolos nacionales, como Maria Félix, Sara García, Pedro Infante, Joaquín Pardavé, Jorge Negrete y Arturo de Córdoba, además de "la novia de América" la argentina Libertad Lamarque.
La cintas producidas por Wallerstein, conocido como el 'zar' del cine mexicano, fueron dirigidas por destacados cineastas, entre los que destacan Juan Bustillo Oro, Emilio 'Indio' Fernández, Chano Urueta, Alfredo B, Crevena y Alejandro Galindo.
Entre sus mÃ¡s reconocidas producciones se encuentran "El conde de Montecristo", "El baisano Jalil", "Algo flota sobre el agua", "Maclovia", "Un rincón cerca del cielo", "Escuela de rateros" y "Los ambiciosos".

## Muerte
El prestigiado productor de cine mexicano Gregorio Wallerstein, impulsor del cine nacional durante la Época de oro, murió el jueves 24 de enero de 2002, a los 87 años de edad luego de un largo padecimiento de Alzheimer.

## Filmografía

### Productor
- Entre compadres te veas (1989)
- El diablo, el santo y el tonto (1987)
- Sinvergüenza pero honrado (1986)
- El embustero (1985)
- Chile Picante (1983)
- El chicano justiciero (1977)
- La ley del monte (1976)

### Productor asociado
- Todo un hombre (1983)